# Avløypet (Fitjar)
Ne doit pas être confondu avec Avløypet.
Avløypet est une île norvégienne du comté de Vestland appartenant administrativement à Fitjar.

## Description
Rocheuse et couverte d'arbres, elle s'étend sur environ 975 m de longueur pour une largeur approximative de 412 m. 